# Нова Енергія

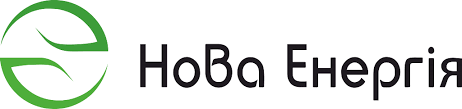
Логотип музею

Наукове містечко «Нова Енергія» — перший на заході України музей науки, розташований у Івано-Франківську. Проєкт засновано 2016 року як соціальний стартап громадської організації «Бюро розвитку, інновацій та технологій» (ГО «БРІТ»). 

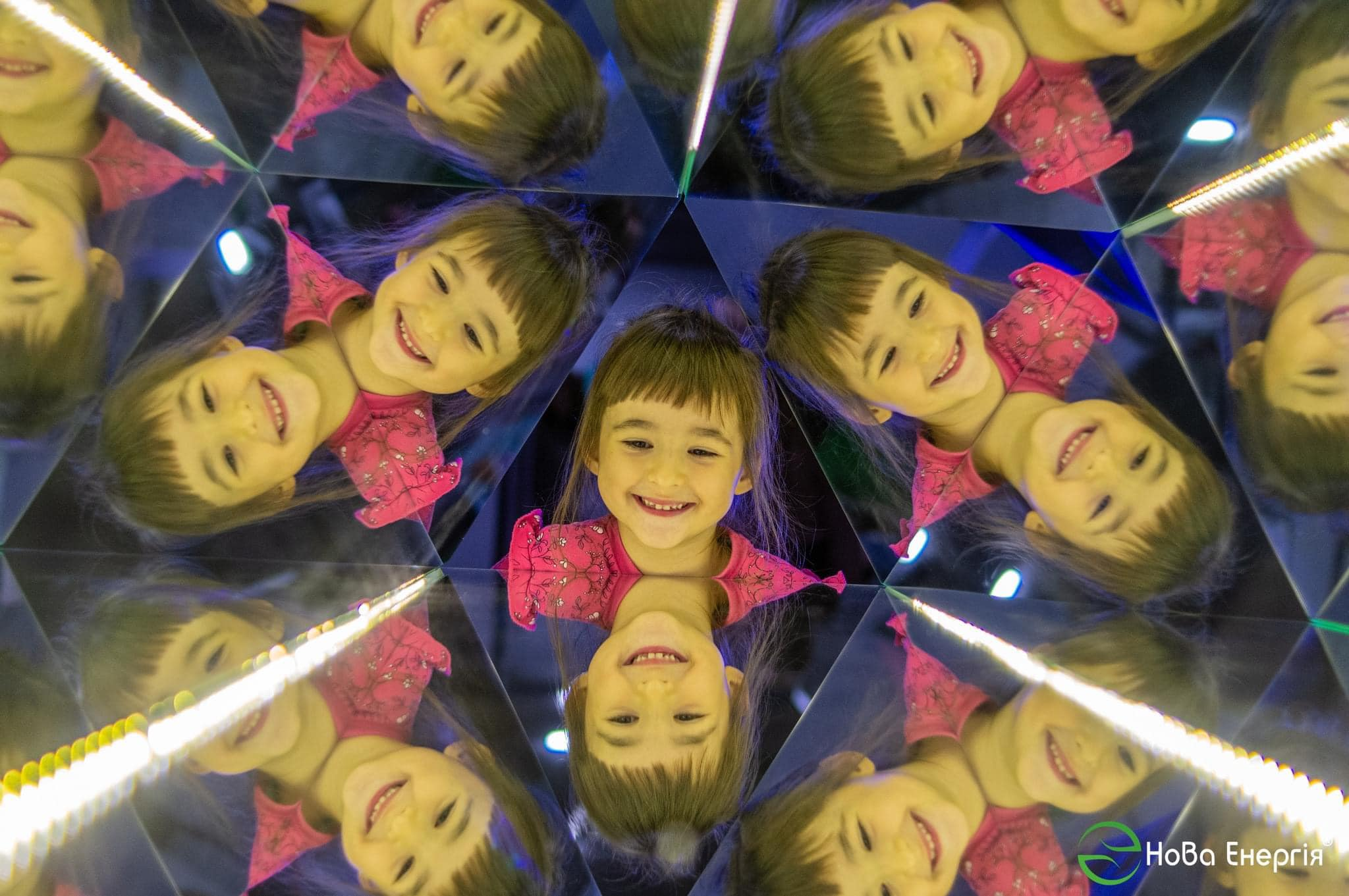
Відвідувачка Нової Енергії (експонат "Калейдоскоп")

Містечко поєднує розважальний та освітній формат: його інтерактивні експонати і наукові шоу приваблюють як дітей, що прагнуть пізнати фізику й хімію, так і дорослих відвідувачів .Спершу музей розміщувався на базі ІФНТУНГ. У 2022 році Нова Енергія переїхала до нового просторого (понад 400 м²) приміщення на цокольному поверсі Університету Короля Данила (вул. Є. Коновальця, 35). Цей простір облаштовано як укриття (бомбосховище) і містить окремі зали для експозиції, проведення шоу та навчання. Тому освітні послуги в Новій Енергії відбуваються не залежно від наявності повітряної тривоги чи відключення електроенергії.

## Місія і цінності Нової Енергії

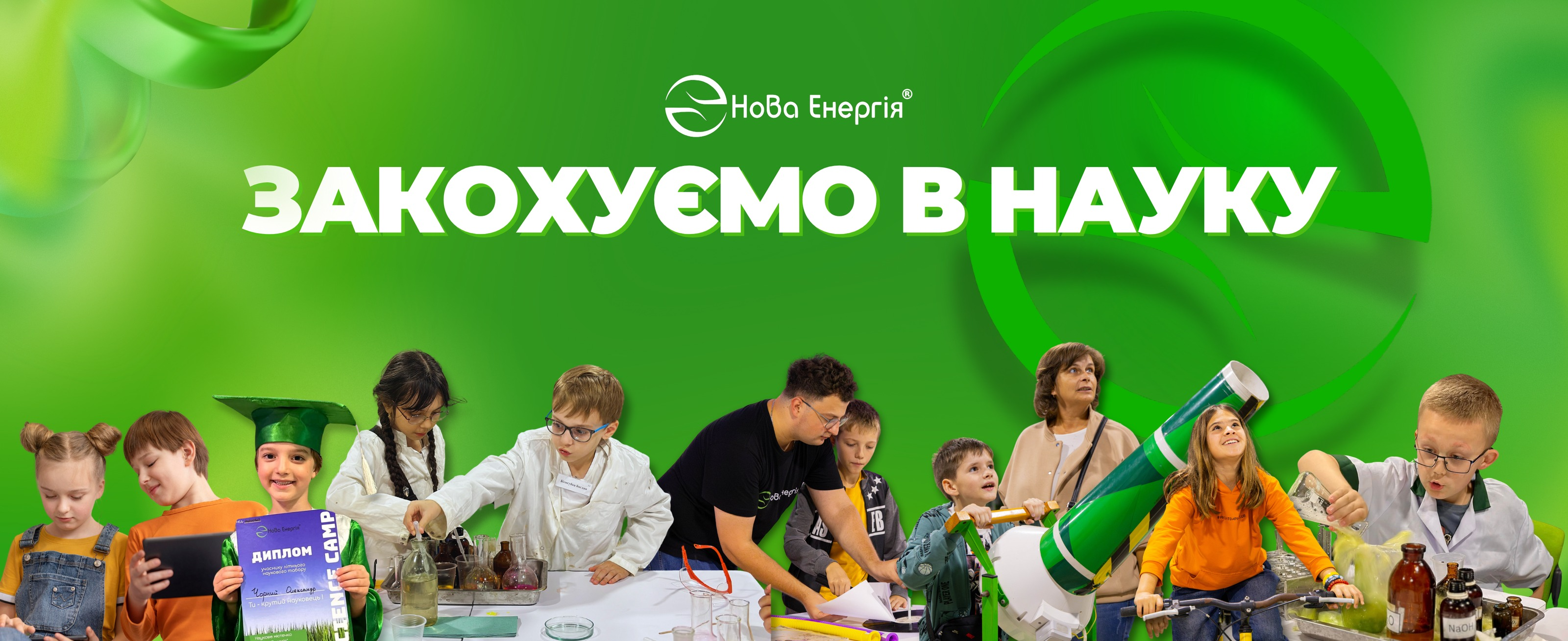
Місія Наукового містечка "Нова Енергія"

#### Місія містечка - закохати дітей і дорослих в науку.
Цінності, які команда відтворює в кожній освітній послузі музею:

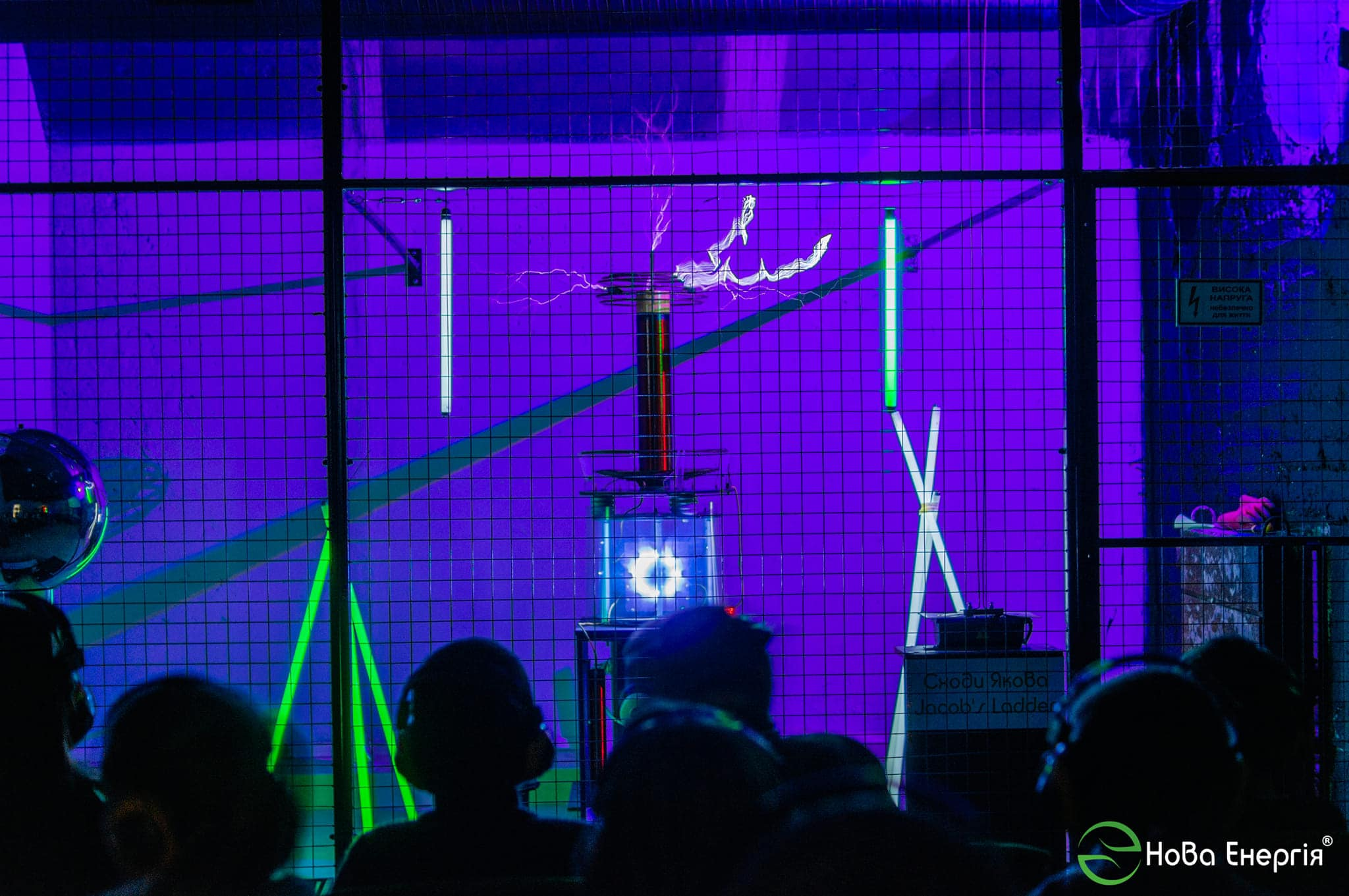
Котушка Тесли яка генерує найдовші на заході України штучно створені блискавки

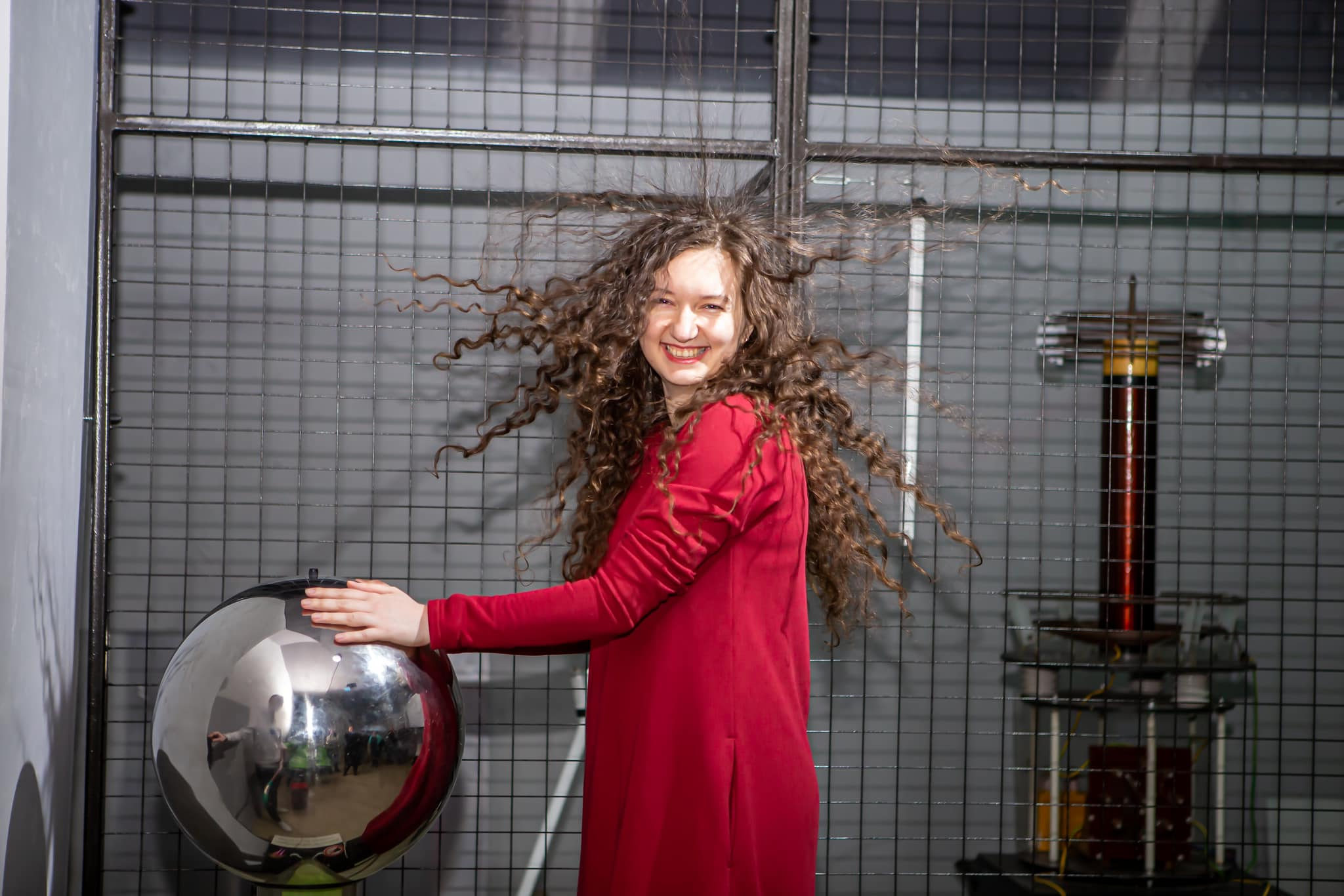
Ефект "кульбабки" з волоссям на генераторі Ван де Граафа в Новій Енергії

- цікава наука
- інтелект дитини
- доступні технології
- навчання через гру
- креативність
- сталий розвиток Прикарпаття

## Основні напрями діяльності

#### Для груп дітей і дорослих:
Екскурсія науковим музеєм - відвідувачів в ігровій формі знайомлять з фізичними явищами, енергетикою та науковими відкриттями. Понад 20 інтерактивних експонатів: гості можуть власноруч запускати моделі і експерименти, перевіряючи дії законів фізики і хімії. Наприклад, у музеї представлені справжні сонячні панелі, тепловізор, повітряна гармата для демонстрації принципів аеродинаміки, інтерактивна пісочниця з доповненою реальністю для вивчення рельєфу, крикомір та багато іншого. Проходять щоденно, тривалість 1 год. Програма розрахована на різні вікові групи – від дошкільнят до дорослих, і триває у супроводі гідів-експериментаторів.
Наукове шоу блискавок "Tesla Energy Show". Головний герой – найбільша на заході України котушка Тесла, яка здатна генерувати напругу близько 1 мільйона вольт, створюючи розряди довжиною понад метр. У програмі задіяні й інші електрофізичні експонати: плазмова куля, генератор Ван де Грааффа, електрофорна машина, «сходи Якова». Це шоу про Ніколу Теслу та його винаходи, створене науковцями. 
Наукове шоу вогню "ALLхімія". Це формат, у якому глядачі досліджують хімічні реакції з високою температурою, що супроводжуються видовищними ефектами. На шоу можна побачити експерименти з вогнем різних кольорів, «хімічні» блискавки, спалахи і вибухи. Зокрема, демонструється вибух газоподібного водню, синтез «зеленого флешу» та навіть отримання рідкого заліза при температурі близько 2500 °C. Покази проходять із дотриманням техніки безпеки у супроводі профі науковців-хіміків. 

## Історія
Музей засновано 2016 року в Івано-Франківському Технічному університеті нафти й газу. Команда складається з більш ніж 30 працівників — 3 докторів наук, 12 кандидатів наук, аспірантів, студентів. У музеї проводяться екскурсії, майстер-класи, та наукові шоу.

## Досягнення
Експонати музею показують різні фізичні явища. Більшість експонатів є інтерактивними і відвідувачі перевіряють фізичні закони власноруч. Серед експонатів можна виділити сонячні панелі, 3D принтери, елементи віртуальної та доповненої реальності, роботи запрограмовані на певні дії, тепловізор, інтерактивну пісочницю з картографуванням рельєфу, повітряну гармату яка демонструє закони аеродинаміки.

## Проєкти
Враховуючи що ГО - міжнародні проекти. В музеї проходять наукові шоу які демонструють фізичні і хімічні закони.
- Tesla energy show — це шоу блискавок та високих напруг. Найбільша в західній Україні котушка Тесла дозволяє отримувати більш ніж метрові блискавки. Напруга досягає 1000000В.

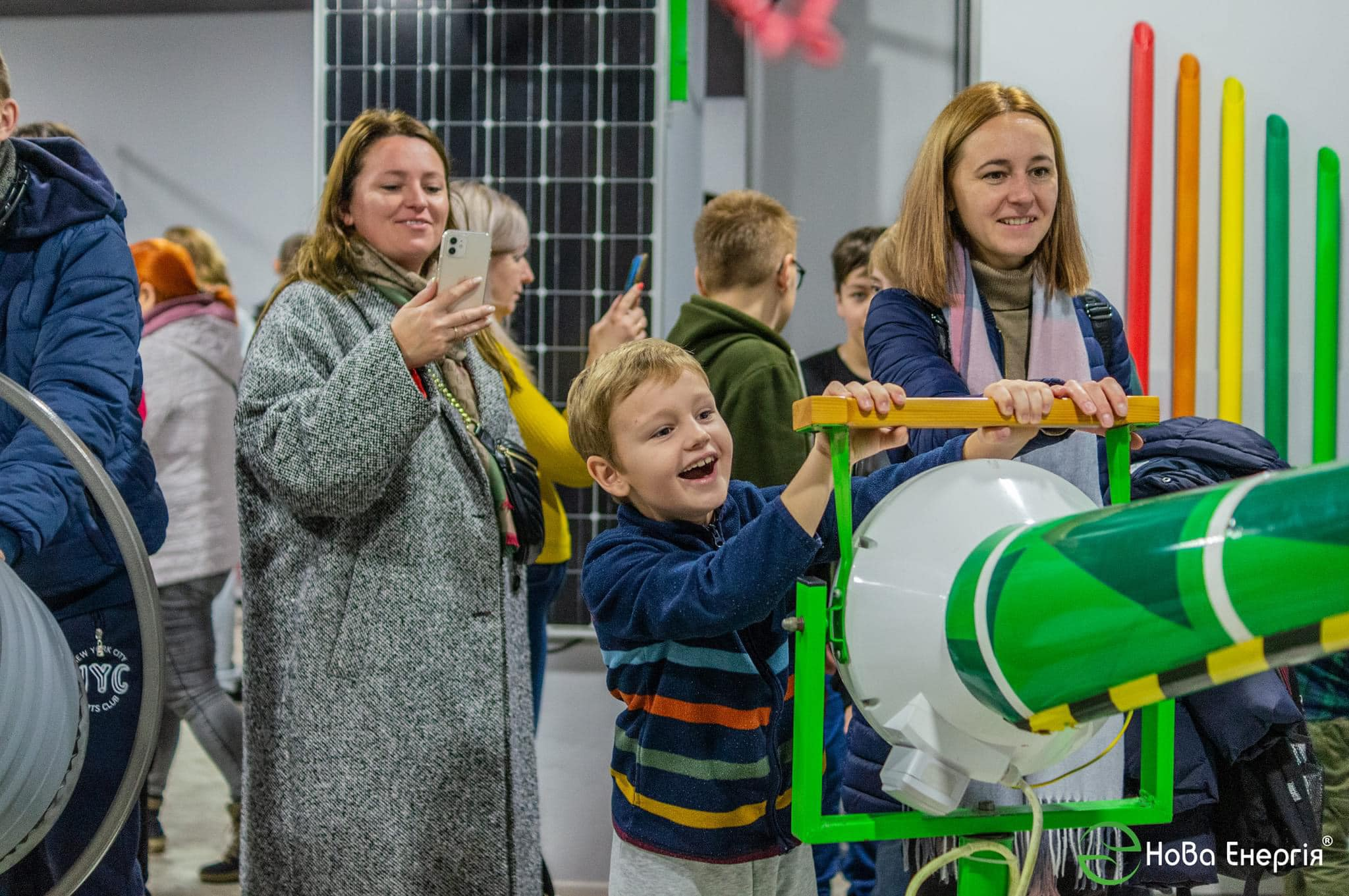
Експеримент левітація на експонаті "Повітряна гармата" в Новій Енергії

- Експеримент левітація на експонаті "Повітряна гармата" в Новій ЕнергіїAllхімія — це шоу полум'я та високих температур. Під час шоу учасники досліджують полум'я, спостерігають за вибухом водню та проводять реакцію синтезу рідкого заліза при температурі 2500 °C.
- Кріо-шоу «Шостий елемент» — шоу наднизьких температур. На даному шоу учасники досліджують рідкий азот(-196oC), рідкий кисень, сухий лід. Також під час шоу виготовляють натуральне морозиво за лічені хвилини.

|  |